# Tubas
Tubas (àrab: طوباس, Ṭūbās) és una petita ciutat palestina situada a la regió nord-est de Cisjordània, a uns 21 quilòmetres al nord-est de Nablus i a pocs quilòmetres a l'oest del riu Jordà. Ciutat de més de 16.000 habitants, serveix com a centre econòmic i administratiu de la governació de Tubas. La seva àrea urbana consisteix en 2.271 dúnams (227 hectàrees). És governada per un consell municipal de quinze membres i la major part dels seus habitants treballen en el sector agrícola o en serveis públics. Jamal Abu Mohsin ha estat l'alcalde de Tubas des que en va ser escollit en 2005.
Tubas ha estat identificada com l'antic poble de Thebez, un poblat cananeu famós per la seva revolta contra el rei Abimélec; no obstant això, la ciutat moderna va ser fundada a finalitats dels anys 1800 durant el domini otomà de Palestina, per clans àrabs que vivien a la vall del Jordà. Després de la seva fundació, es va convertir en el poblat més important de la governació de Nablus, particularment conegut per la seva fusta i el seu formatge. Va passar a formar part del Mandat Britànic de Palestina en 1917, va ser annexat per Jordània després de la seva captura en la guerra araboisraeliana de 1948, encara que després va ser ocupat per Israel com a resultat de la Guerra dels Sis Dies de 1967. L'Autoritat Nacional Palestina ha mantingut el complet control de Tubes des que li va ser transferida en 1995.

## Història

### Període bíblic
El nom de la ciutat deriva del terme cananeu Tuba Syoys o «estel il·luminadora». Tubas va ser identificada per Edward Robinson com el poble cananita de «Thebez», esmentat en la Bíblia.
Thebez era governada pel rei israelita Abimélec de Siquem. Quan el poble de Siquem (en aquells dies, una ciutat canaanita) es va rebel·lar contra ell, Thebez es va unir a la revolta. Una història bíblica relata que Abimélec va intentar destruir Thebez en resposta a la seva participació en la revolta i quan el seu exèrcit va atacar una torre del poble, una dona li va llançar una pedra de molí, causant-li la mort.
Les restes arqueològiques com cementiris i premses d'olives, indiquen que Tubes va estar habitada durant el domini romà de Palestina. Jeroni d'Estridó va esmentar la ubicació de Thebez a 13 milles romanes a l'est de Neapolis (Nablus). A més de la història bíblica, no se sabia res sobre Thebez abans o després de la revolta.

### Fundació
La Tubas moderna va ser fundada a finalitats dels anys 1800 durant el domini otomà de Palestina, quan grups d'àrabs pertanyents al clan Daraghmeh (en la seva majoria, pastors i agricultors que vivien a la vall del Jordà) hi migraren a causa de la fertilitat de les seves terres, a la proximitat de diverses deus i a la seva major elevació comparada amb la de la vall del Jordà i de la planura de Wadi al-Far'a; el mont Garizim era visible des d'aquesta àrea. El clan Daraghmeh havia habitat la vall del Jordà des del segle XV i, a més de Tubas, va fundar o va poblar els llogarets propers de Kardala, al-Farisiya, Khirbet al-Malih, Kishda, Yarza i Ras al-Far'a. Poc després de la fundació de Tubas, els àrabs del Najd, Síria, Jordània i de la propera Nablus, així com d'Hebron, van arribar a assentar-se a la zona. Durant aquest període, Tubas es va convertir en un lloc d'enfrontaments entre els clans 'Abd al-Hadi i Touqan de Nablus i va sofrir incursions per part de beduïns procedents de les zones orientals de la ciutat. El clan Jarrar no va habitar, però sí va administrar Tubas, ja que estava situada a l'interior del subdistricte (nahiya) de Mashariq al-Jarrar.
Tuba va ser una de les ciutats més grans del districte de Nablus. La major part dels seus habitants residia en cases de fang o tendes de campanya, a fi de treballar les seves terres distants a la vall del Jordà i deixar pastar als seus ramats d'ovelles i cabres. Segons el viatger Herbert Rix, comparada amb altres ciutats de la seva grandària en Samaria, Tubas estava "ben equipada" i comptava amb gran quantitat de fusta per llenya. A diferència de la resta de ciutats del districte, Tubas depenia del bestiar i les oliveres per als seus ingressos. Entre els seus productes hi havia formatge, mantega, tapets de llana, tendes de campanya, cordes i bosses de roba.
Segons el Fons per a l'Exploració de Palestina, la tomba d'Aser, conegut localment com a Nabi Tota ("el bon profeta"), està localitzada a Tubas. La tomba serveix com a santuari per la tradició musulmana local.

### Era moderna
En 1917, el Regne Unit va capturar Palestina en vèncer als otomans i, entre 1922 i 1923, Tubas va ser incorporada al Mandat Britànic de Palestina. En 1947, les Nacions Unides van elaborar un pla de partició per dividir Palestina en un Estat jueu i un d'àrab; Tubas i les ciutats i llogarets circumdants estarien incloses en l'Estat àrab. Durant la Guerra araboisraeliana de 1948, Fawzi al-Qawuqji va comandar 750 soldats de l'Exèrcit Àrab d'Alliberament a Tubas des de Jordània per establir-hi una base; Tubas serviria com a centre d'operacions de les tropes àrabs a Palestina central al llarg de la guerra. Jordània es va annexar la ciutat juntament amb tota Cisjordània, després de guanyar el control de la zona durant la guerra. Tubas va romandre sota domini jordà fins a 1967, quan Israel va ocupar Cisjordània durant la Guerra dels Sis Dies.
El control de Tubas va ser transferit a l'Autoritat Nacional Palestina en 1995 sota l'acord interí sobre Cisjordània i la Franja de Gaza. Durant els períodes jordans i israelians, la ciutat va ser administrada per la governació de Nablus; però en 1996, l'Autoritat Nacional Palestina va convertir Tubas i a la seva àrea circumdant en un districte electoral i, més tard, en una àrea administrativa independent: la governació de Tubas.
Tubas no va patir gran violència durant el conflicte israelo-palestí com sí va succeir a Nablus i Jenin; no obstant això, van ocórrer una sèrie d'incidents durant la Segona Intifada, que va començar en 2000. A l'abril de 2002, les Forces de Defensa d'Israel van matar sis membres actius de Hamàs a la ciutat, inclòd Ashraf Tamza Daraghmeh, el comandant d'Hamàs a Tubas i l'àrea circumdant. El 31 d'agost de 2002 un helicòpter Apatxe va disparar quatre míssils AGM-114 Hellfire a un automòbil civil, que presumptament traslladava un comandant local de les Brigades dels Màrtirs d'Al-Aqsa, i a una casa propera. En el seu lloc, l'atac va matar cinc civils, inclosos dos nens, dos adolescents i un activista de Fatah de 29 anys, acusat de ser un membre de les Brigades d'Al-Aqsa. El ministre de Defensa israelià Binyamin Ben-Eliezer va emetre un comunicat en el qual expressava el seu "pesar" per "ferir" civils a Tubas. Ben-Eliezer va descriure la incursió a Tubas com un "error" i va prometre que l'exèrcit investigaria l'incident. El 21 d'agost de 2009, un enfrontament entre el clan Sawafta i un clan d'una altra ciutat va tenir com a resultat la mort d'un membre d'aquest últim i 38 ferits. Així mateix, van ser cremades cinc cases i les forces de seguretat palestines van arrestar cinc persones en connexió amb aquesta mort.

## Geografia
Tubas està situada en la part superior dels turons de Samaria al nord de Cisjordània, amb una elevació de 362 metres sobre el nivell del mar, mentre que la major part de la governació de Tubas està localitzada a la zona sud de la vall del Jordà. En un cens de 1945, Tubas juntament amb les ciutats limítrofes Bardala i Kardala ocupaven 313.123 dúnams (31.312 hectàrees), de les quals 220.594 eren propietat d'àrabs i la resta corresponia a terrenys públics. Cap el 2005 l'àrea total de Tubas consistia en 295.123 dúnams (29.512 hectàrees), de les quals 2.271 es classifiquen com a construïdes, aproximadament 150.000 eren usades per a finalitats agrícoles i prop de 180.000 van ser confiscades per Israel per establir-hi bases militars i una zona de seguretat.
Tubas es troba a 21 km. de Nablus, a 3,7 km. a l'oest del riu Jordà i a 63 km. a l'est del Mar Mediterrani. Les localitats veïnes inclouen al poble d''Aqqaba al nord; Tayasir i Aqabah al nord-est; Ras al-Far'a al sud-oest; el camp de refugiats de Far'a al sud; i al-Bikai'a al sud-est.

### Clima
Turab té un clima moderat: l'estiu és càlid i sec, mentre que el hivern és fred i humit. La temperatura anual mitjana és de 21 °C (69,8 °F) i la humitat anual mitjana aconsegueix el 56%.

## Demografia
Tubas tenia 3.349 habitants en 1922, la qual es va incrementar a 4.097 en 1931, segons un cens dut a terme per les autoritats del Mandat Britànic de Palestina. En una enquesta demogràfica i de terres de 1945, Tubes i la propera Bardala tenien una població combinada de 5.530 habitants. En 1964 només Tubas tenia 5.880 persones. Al voltant de 1.100 residents van fugir de Tubes després de la Guerra dels Sis Dies de 1967, majoritàriament al camp de refugiats de Souf, a Jordània; així, en 1981, la seva població era de 5.300 persones.
En el primer cens oficial de l'Oficina Central d'Estadística de Palestina de 1997, Tubes tenia 11.760 habitants, repartits en 50,8% d'homes i 49,2% de dones. Tubes posseeix una població aclaparadorament jove, amb el 52,7% dels residents de la ciutat sent menors de 20 anys. La població entre els 20 i els 34 anys constitueix el 24,7%, mentre que aquells d'edats entre 35 i 64 conformen el 17,7%, amb la qual cosa la població major de 64 anys suma el 4,9% del total. El cens també va revelar que els refugiats conformaven el 6,1% del total de residents.
En l'última projecció de l'Oficina Central d'Estadístiques de Palestina, Tubas tenia 16.087 habitants a mitjan 2006, el que significaria un increment del 32,6% pel que fa a 1997 i del 3,2% pel que fa a 2005. La ciutat representa aproximadament un terç (33,4%) de la població total de la governació de Tubas. El clan Daraghmenh, fundador de la ciutat moderna, constitueix el 70% de la població de Tubas. Aquest clan té diverses subfamílies, incloent Mslamany, Abd al-Razeq i Abu Khazaran. La família Sawafta conforma el 25%, els Husheh el 3% i els Fuquha el restant 2%. Gairebé tots els habitants de Tubas són musulmans, encara que existeix una comunitat d'aproximadament 60 cristians, tots els quals pertanyen a l'Església Ortodoxa de Jerusalem.